# Alchemilla languescens
Alchemilla languescens är en rosväxtart som beskrevs av Sergei Vasilievich Juzepczuk. Alchemilla languescens ingår i släktet daggkåpor, och familjen rosväxter. Inga underarter finns listade i Catalogue of Life.